# Willi Girmes

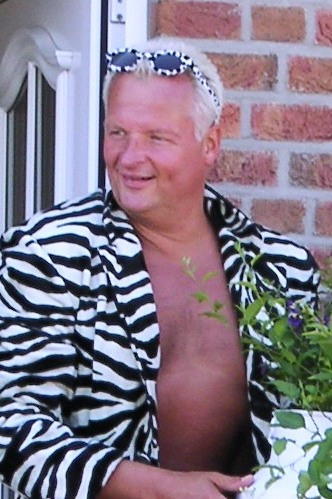
Willi Girmes

Willi Girmes (* 11. Januar 1956 in Kevelaer; † 14. Oktober 2024 in Goch) war ein deutscher Sänger und Entertainer. Er war in der Partyszene auf Mallorca erfolgreich.

## Biografie
Girmes gründete 1980 seine erste Band, die Piger Tigerband. Mit ihnen kam er zu regionalen Erfolgen am Niederrhein. Er trat u. a. mit Pur, Klaus Lage und Brings auf. Ab 1990 trat Girmes auch als Entertainer und Moderator auf. Sein Erkennungsmerkmal bei den Auftritten war ein Leopardenfellmantel.
Außer Party-Liedern schrieb Girmes auch Balladen und Chansons, die sich mit seiner Heimat und dem Leben auf dem Land befassen. Mit seinem Weihnachtslied Weihnachten (Lass die Engel singen) trat er im WDR-Fernsehen auf.  2011 veröffentlichte er die Titel Bei uns am Niederrhein und Niederrheiner die sind feiner. 2016 kam die Goch-Hymne dazu.
Der Song Männer, aufwachen Party brachte ihn Ende 2004 auf den 1. Platz in den O-Ton Charts des Radiosenders 1 Live. In den Jahrescharts 2004 kam er auf Platz 2. Zur Fußball-Weltmeisterschaft 2006 schrieb er die Fußballhymne Jürgen hol’ den Pott, wozu auch ein Video gedreht wurde. 2007 produzierte Girmes die Songs Fiesta Mexicana, Ich will ein Kind von dir (Platz 4 in den Mallorca Top 50) und Komm mit ins Wunderland.
Über viele Jahre trat Girmes regelmäßig in den Niederlanden, in Belgien, Luxemburg und in der Schweiz auf. 2010 hatte Girmes mit dem Piratentanz deutschlandweit seinen größten Erfolg. In den folgenden Jahren schrieb er weitere Partyhits und produzierte sie in Köln mit dem Duo Xtreme Sound. Ab 2018 arbeitete er auch mit dem Komponisten Tom Marquardt zusammen. Aus dessen Feder stammen die Titel In Rosarot auf Himmelblau und Dich lass ich niemals wieder los.
Girmes wohnte zuletzt mit seiner Familie in Asperden, einem Stadtteil von Goch. Er starb hier im Oktober 2024 nach einer schweren Erkrankung im Alter von 68 Jahren.

## Songs

### Singles
- Bei uns am Niederrhein
- Bella Italia
- Bunt wie die Welt im Karneval
- Das warten hat ein Ende
- Dich lass ich niemals wieder los
- Die Fussballfete 2006
- Die Miteinanderstadt
- Das Leben ist überall da wo wir sind
- Das Steintor möchte tanzen
- Ein Festival der Liebe
- Fiesta Mexicana
- Für mich da solls Kamelle regnen
- Geboren am Niederrhein
- Goch, ich lieb dich doch!
- Goch Hymne
- Heimatland
- Heut wird es schön
- Heut wolln wir feiern, so wie die Bayern
- Heut wolln wir feiern, im Oberbayern
- Hier kommt die Power in schwarz und gelb
- Ich bau Dir ein Schloß / Heintje Version
- Ich bin ne kölsche Jung vom Niederrhein
- Ich will ein Kind von dir
- In Rosarot auf Himmelblau
- Indianertanz
- Isabell
- Jürgen hol den Pott
- Karneval in Goch
- Kleve wird geiler
- Komm mit ins Wunderland
- Laura B
- Männer aufwachen Party
- Mallorca ist so spitze
- Niederrheiner die sind feiner
- Oh Alele
- Oh-Song
- Party unser gib uns heute
- Piratentanz
- Scheiß auf das Geld
- Scheunenfest am Niederrhein
- Schnür deine Brüste hoch
- Sierra Madre
- Sonne der Nacht
- Stangenfieber
- Steht auf
- Unter dem Sternenzelt
- Unter der Schwanenburg
- Weihnachten (Lass die Engel singen)
- Weihnachten im Kinderzimmer
- Wenn ich an die Heimat denke
- Wir fliegen nach Palma
- Wir lieben Copa Gochana
- Wuschisong
- Haus am See
- Wenn der Mond über dem Steintor steht

### Alben
- Wir fliegen nach Palma

### Sampler
- Ballermann Charts Austria
- Ballermann goes Apre-Ski
- Ballermann Hits Party 2008
- Ballermann Kidz die zweite
- Goldstrandhits 2008
- Mallorca 2008 Insel-Alarm
- Mallorca 2008 Heimweh nach der Insel
- Oktoberfest Super Geil
- Pistenhits 2008
- Xtreme Winter Traxx